# スリーZメン
『スリーZメン』（スリーゼットメン）は、藤子不二雄Ⓐによる日本のSF漫画。

## 概要
1964年12月号から1965年12月号まで、『まんが王』（秋田書店）にて連載。別冊付録にもなっている。グループヒーロー型アクション漫画の草分け的存在である。

## あらすじ
人造人間のロボット軍隊により地球を征服しようと悪のたくらみをするマブゼ博士に対抗し、禅田博士は正義のマシン・マン部隊を作る事を決意する。 そして事故によりひん死の重傷を負った『ゼン・ザンバ・ゼブラ』は、禅田博士によってそれぞれマシン・マンとなってよみがえったのだった…。

## 登場人物
ゼン
本作の主人公。レーザーガンの早撃ちが得意。
ザンバ
メンバーの中で馬力は一番。マジック・バッドの使い手。
ゼブラ
投げメスの名人。
禅田博士
マブゼ博士
ギャロ

## 単行本
- 藤子不二雄全集『スリーZメン（東京トップ社）』全2巻
- 藤子不二雄ランド『スリーZメン（中央公論社）』全2巻
- 藤子不二雄Ⓐランド『スリーZメン（ブッキング）』全2巻